# 田九成
田九成（14世纪？—1397年），明朝初期陕西民变首领，以白莲教起家，陕西省勉县人。

## 生平
明朝灭亡元朝不久，明太祖洪武三十年（1397年）二月，和王金刚奴举旗反明，恢复红巾军传统，自称汉明皇帝，高福兴自称弥勒，王金刚奴、何妙顺为天王，年号龙凤（小明王韩林儿的年号），铸“龙凤通宝”。要打倒以大明为国号的“假明王”朱元璋，继续宣传“弥勒降生、明王出世”。义军攻克阳平关、略阳、文县、徽县等地，明朝派大将耿炳文镇压，田九成战败被俘被杀，余部在王金刚奴领导下，至1409年才失败。